# Heiko Gebhardt
Heiko Gebhardt (* 6. Juni 1942 in Bad Polzin) ist ein deutscher Journalist und Buchautor. Er arbeitete als Reporter für den Stern und als Zeitschriften-Entwickler für das Schweizer Medienunternehmen Ringier.

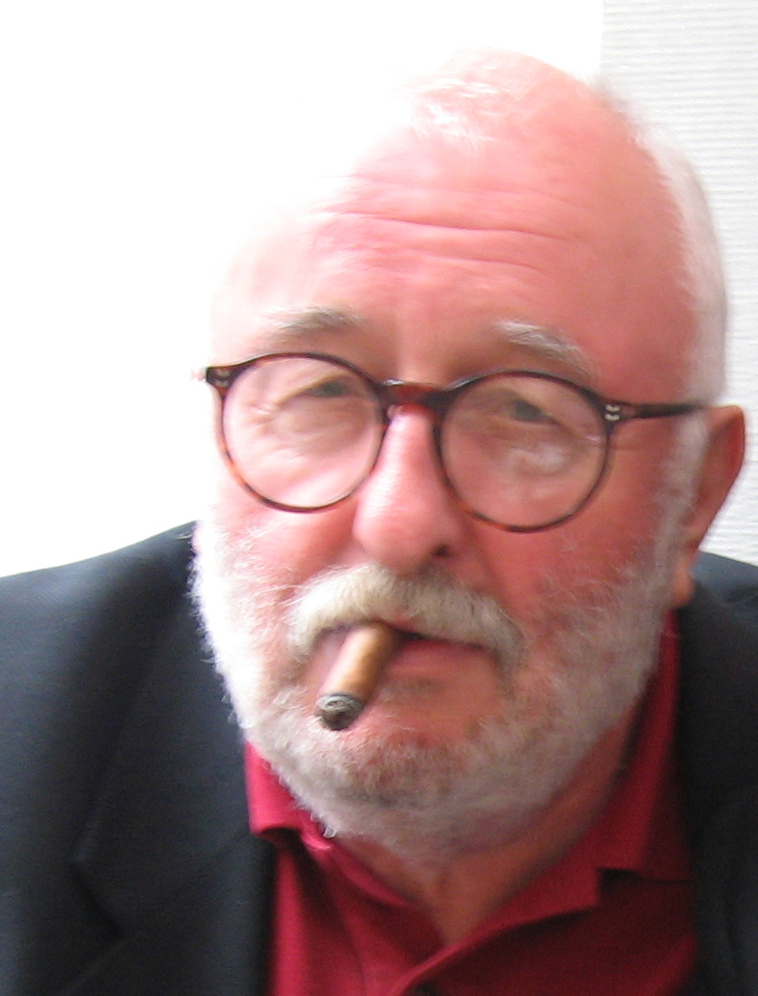
Heiko Gebhardt

## Herkunft
Gebhardt wurde 1942 als Sohn des Wehrmachtsoffiziers (Panzeroberst) Horst Ferdinand Gebhardt und seiner Frau Elfriede, einer Turnlehrerin, in Bad Polzin (heute Polczyn-Zdrój) in Westpommern geboren. Er kam im Mutter-Kind-Heim Pommern der NS-Rassenorganisation Lebensborn zur Welt und verbrachte dort auch seine ersten Lebensjahre. Nach dem Krieg zog die Familie nach Hannover, wo der Vater Amüsierlokale im Steintorviertel betrieb. Gebhardt verließ die Freie Waldorfschule Hannover-Maschsee vor dem Abitur.

## Journalistische Karriere
Nach seiner Schulzeit absolvierte Gebhardt ein Volontariat bei der Hannoverschen Presse. Für eine Zeitungs-Reportage forderte er den Freistilringer Ady Berber junior zum Kampf auf. Dabei brach ihm Berber ein Bein und besuchte ihn später mit Genesungswünschen in der Wohnung seiner Eltern.
Durch den Bericht wurde Henri Nannen, der Gründer und damalige Chefredakteur des Stern, auf Gebhardt aufmerksam und bot ihm eine Mitarbeit an. 1966 erschien Gebhardts erste große Stern-Reportage unter dem Titel Ein Eisen im Leib über eine junge Frau, bei der nach einem Selbsttötungsversuch ein bei einer Blinddarmoperation vergessenes Instrument gefunden wurde, das starke Schmerzen verursacht hatte.
Gebhardt arbeitete zunächst als Stern-Korrespondent in Hannover, wechselte aber rasch als Reporter in die Hamburger Zentralredaktion. Große Aufmerksamkeit erzielte 1967 seine Reportage über einen Besuch in der Wohnung des Berliner Kriminalobermeisters Karl-Heinz Kurras, der einige Wochen zuvor den Demonstranten Benno Ohnesorg erschossen hatte. Anfang der siebziger Jahre wechselte Gebhardt zum damals neu gegründeten ZEITmagazin, kehrte aber bereits nach zwei Jahren zum Stern zurück, um als Kriegs-, Krisen- und Kriminalreporter zu arbeiten.
Anfang der neunziger Jahre berichtete Gebhardt als Korrespondent für den Stern aus Budapest über Osteuropa und den Balkan. 1991 wechselte er kurzzeitig zu der Wochenzeitschrift Extra-Magazin (vormals Neue Berliner Illustrierte), die der Verlag Gruner + Jahr im Jahr zuvor übernommen hatte. Von 1994 bis 1997 war Gebhardt Ressortleiter Politik des Stern.
1997 konzipierte Gebhardt zum 50-jährigen Jubiläum der Zeitschrift die Beilagen-Reihe 50 Jahre das Beste vom stern mit Beiträgen prominenter Autoren wie Egon Bahr, Wolf Biermann, Günter Grass, Otto von Habsburg, Beate Klarsfeld, Hildegard Knef, Oswalt Kolle, Volker Schlöndorff, Soraya, Günter Wallraff, Fritz Walter und Peter Zadek. Die 50 Hefte wurde später in einem Sammelband herausgegeben.
2003 wechselte Gebhardt zum Schweizer Medienunternehmen Ringier. Dort entwickelte er gemeinsam mit dem Grafiker Nobert Kleiner eine Magazinbeilage für den SonntagsBlick unter dem Namen Sie+Er, die an einen früheren Titel unter dem gleichen Namen anknüpfte und von 2005 bis 2007 erschien. Gebhardt beriet den Verleger Michael Ringier und war publizistischer Beirat der Zeitschrift Cicero, die er 2004 mitentwickelt hatte. Später entwickelte er mit André Frensch die Zeitschrift Schweizer LandLiebe, die erstmals 2011 erschien und ein großer Erfolg wurde.
Nach seinem Ausscheiden bei Ringier gründete er 2010 gemeinsam mit einem Partner Landluft, ein Regionalmagazin für das Wendland, dem mehrere regionale Ableger folgten.

## Schriftstellerische Arbeit
Neben seiner journalistischen Tätigkeit war Gebhardt als Buchautor erfolgreich.
Der Hundekenner und -Züchter veröffentlichte 1978 das kritische Sachbuch Du armer Hund, in dem er beschrieb, wie die „Ware Hund“ produziert und vermarktet wurde und schilderte ihr Schicksal als Spielzeug und Prestigeobjekt. Die Frankfurter Allgemeine Zeitung nannte Gebhardts Enthüllungsbuch 2013 einen „Klassiker“.
Gemeinsam mit dem Hundefreund und Schauspieler Gert Haucke schrieb Gebhardt 1999 das Buch Die Sache mit dem Hund mit einhundert Beschreibungen von Hunderassen.
1981 veröffentlichte Gebhardt gemeinsam mit dem stern-Journalisten Kai Hermann das Buch „Andi: Der beinahe zufällige Tod des Andreas Z., 16“ über einen schwererziehbaren Hamburger Jugendlichen, der von einem Tabakhändler erschossen wurde. Das Buch war Grundlage eines Musicals von Burkhard Driest, Peer Raben und Peter Zadek, das 1987 uraufgeführt wurde.
1982 veröffentlichte Gebhardt das Buch Annas Mutter über Marianne Bachmeier, die den Mann, der ihre Tochter getötet hatte, im Gerichtssaal erschoss. Gebhardt hatte Bachmeier während ihrer Untersuchungshaft für den stern interviewt. Auf der Grundlage dieser Protokolle schrieb Burkhard Driest das Drehbuch zu seinem Film Annas Mutter, der 1984 herauskam.

## Freundschaft mit Gerhard Schröder
Gebhardt ist seit den 1970er Jahren mit Gerhard Schröder befreundet. Der Journalist lernte den damaligen SPD-Bundesabgeordneten in Bonn kennen. Gebhardt brachte den jungen Politiker mit Kulturschaffenden zusammen und führte ihn an die bildende Kunst heran, wie Schröder später bestätigte. In den achtziger Jahren beriet Gebhardt nach Darstellung des Schröder-Biografen Gregor Schöllgen den Politiker in Wahlkämpfen und gestaltete Schröders öffentliches Profil mit.
Gebhardt brachte Schröder mit dem Schweizer Verleger Michael Ringier zusammen, für dessen Medienunternehmen Schröder nach seinem Ausscheiden aus dem Kanzleramt 2005 bis zum Jahr 2022 als Berater und „Türöffner“ tätig war.

## Privates
Heiko Gebhardt lebt im Wendland und ist Vater von vier Kindern.

## Werke
- Du armer Hund, Hamburg 1978
- Andi – der beinahe zufällige Tod des Andreas Z., 16, Hamburg 1980 (mit Kai Hermann)
- Annas Mutter. Die Geschichte der Marianne Bachmeier, die im Gerichtssaal den Mann erschoss, der ihr Kind umgebracht hat. Der minutiöse Bericht über eine menschliche Katastrophe, Hamburg 1982
- Die Sache mit dem Hund. 100 Rassen kritisch unters Fell geschaut und viele Tips, wie man sich den Hund zum Freund macht, Hamburg 1988 (mit Gert Haucke)